# 塘川镇
塘川镇，是中华人民共和国青海省海东市互助土族自治县下辖的一个乡镇级行政单位。

## 行政区划
塘川镇下辖以下地区：
塘川镇社区、雷家堡村、甘一村、甘二村、后山村、刘家村、三其村、上山城村、水湾村、陶家寨村、汪家村、五上村、五下村、下山城村、总寨村、双树村、大沟村、大通苑村、大庄村、董家村、高羌村、黄家湾村、吉家沟村、坪地村、什字村、包家口村、新元村、周家村和朱家口村。